# Željko Ražnatović
Željko Ražnatović, pseud. „Arkan”, cyr. Жељко Ражнатовић, „Аркан” (ur. 17 kwietnia 1952 w Brežicach, zm. 15 stycznia 2000 w Belgradzie) – serbski polityk nacjonalistyczny, twórca i dowódca ochotniczej jednostki paramilitarnej „Tygrysy Arkana”.

## Życiorys

### Wczesne lata
Željko Ražnatović urodził się 17 kwietnia 1952 roku w Brežicach w Słowenii, gdzie w tym czasie stacjonował jego ojciec, Veljko Ražnatović pułkownik sił powietrznych Jugosłowiańskiej Armii Ludowej. W związku z licznymi przeprowadzkami związanymi ze służbą ojca, Željko swoją młodość w większości spędził w Zagrzebiu (Chorwacja) oraz w Pančevie (Serbia). Ostatecznie jego rodzina osiedliła się w stolicy Jugosławii – Belgradzie, który Ražnatović uważał za swoje rodzinne miasto. Początkowo (podobnie jak ojciec) pragnął w przyszłości zostać pilotem. Ojciec wychowywał go twardą ręką, bijąc go za najmniejsze przewinienia. W wywiadzie z 1991 roku wyznał: „Naprawdę ojciec nigdy mnie nie uderzył w klasyczny sposób, on w zasadzie zwykle mnie łapał i uderzał mną o podłogę”.
Między innymi to doprowadziło do tego, że w pierwszy konflikt z prawem wszedł w wieku 14 lat, kiedy to próbował dokonać rozboju na przypadkowej kobiecie. Za ten czyn został umieszczony, na okres jednego roku, w zakładzie poprawczym w Belgradzie. Po tym wydarzeniu jego ojciec zdecydował o wysłaniu go do nadmorskiego miasteczka w Czarnogórze, aby tam wstąpił w szeregi marynarki jugosłowiańskiej. Željko miał jednak inne plany i krótko potem udał się do Francji. Dwa lata później, w 1969 roku, został aresztowany i deportowany za udział w kilku włamaniach na terenie Paryża. Za ten czyn odsiedział w jugosłowiańskim więzieniu trzy lata. W czasie odsiadki założył swój pierwszy gang. W wieku 20 lat zamieszkał w Europie Zachodniej. Tam nawiązał kontakty z wieloma znanymi przestępcami jugosłowiańskimi związanymi z Administracją Bezpieczeństwa Publicznego (UDBA) Jugosławii. W 1973 roku został skazany w Belgii na karę 10 lat pozbawienia wolności za napad na bank. Sześć lat później udało mu się zbiec z więzienia, lecz niespełna 4 miesiące później został ponownie aresztowany w Holandii. Tam, za przestępstwa popełnione w czasie ucieczki, został skazany na karę 7 lat pozbawienia wolności. W 1981 roku, najprawdopodobniej dzięki pomocy UDBA, zbiegł z więzienia. Po niemal miesiącu przebywania na wolności, w związku z popełnioną kradzieżą, został aresztowany w RFN. Podczas próby zatrzymania wdał się w uliczną strzelaninę z funkcjonariuszami policji, w wyniku czego został lekko ranny. W celu rekonwalescencji został hospitalizowany, co umożliwiło mu kolejną ucieczkę. Ostatnim miejscem w Europie Zachodniej, gdzie został aresztowany, była Bazylea w Szwajcarii, gdzie podczas rutynowej kontroli drogowej, 15 lutego 1983 roku, został aresztowany. Osadzony w więzieniu w Torbergu ponownie zdołał uciec 27 kwietnia 1983 roku. Bilans jego działalności kryminalnej w Europie Zachodniej wyglądał następująco: w Belgii (napad na bank, ucieczka z więzienia), Holandia (kradzież z użyciem broni palnej, ucieczka z więzienia), Szwecja (20 włamań, 7 napadów na bank, ucieczka z więzienia, próba morderstwa), Niemcy (kradzież z użyciem broni palnej, ucieczka z więzienia), Austria, Szwajcaria (kradzież z użyciem broni palnej, ucieczka z więzienia) i podobnie we Włoszech. Po powrocie do kraju w 1983 roku kontynuował „karierę” kryminalną. Sześć miesięcy później dokonał napadu na bank w Zagrzebiu.

### Wojna w Jugosławii
W 1990 roku Ražnatović został szefem kibiców Crvenej zvezdy. Zaprowadził dyscyplinę wśród fanów oraz pogodził zwaśnione grupy, dzięki czemu zyskał ogromny szacunek. Został wtedy przywódcą klubu kibiców (ultrasów) Delije (Junacy) Crvenej Zvezdy. Tego samego roku, po jednym z lokalnych meczów, był inicjatorem, jak i również czynnym uczestnikiem, bijatyki ulicznej z drużyną gospodarzy. W potyczce wzięło udział blisko 1500 osób. Dzięki jego oddaniu i staraniom (m.in. dzięki zastraszaniu zawodników przeciwnych drużyn i sędziów) doprowadził klub do rozkwitu. 11 października 1990 roku, wraz z innymi dwudziestoma kibicami belgradzkiego zespołu piłkarskiego FK Crvena zvezda. stworzył paramilitarną Serbską Gwardię Ochotniczą, zwaną „Tygrysami Arkana” (złożoną głównie z kibiców, najemników, a także lokalnych przestępców), która walczyła w Chorwacji i Bośni w latach 1991–1995. Organizacja szybko się rozrosła, osiągając w szczytowym okresie stan wynoszący podobno około 10 000 „żołnierzy”. Oddziały straży były odpowiedzialne za ochronę terytorialną Serbii oraz prowadzenie walk z oddziałami regularnymi i partyzanckimi armii Chorwacji i Bośni. „Tygrysy” walczyły w latach 1991–1995 z wojskami chorwackimi o zamieszkaną głównie przez Serbów Krajinę, m.in. brały udział w walkach podczas oblężenia Vukovaru. „Arkan” i jego ludzie powiązani byli z masakrą w szpitalu w Vukovarze. Wielu pacjentów, głównie żołnierzy chorwackich zostało wówczas rozstrzelanych. Szacuje się, że w wyniku tych działań śmierć poniosło około tysiąca osób. Podczas wojny w Bośni i Hercegowinie (1991–1995) ludzie „Arkana” podejrzewani byli o dopuszczanie się brutalnych czystek etnicznych. Organizacja została oficjalnie rozwiązana w 1996 roku, a część jej członków wstąpiła w szeregi armii jugosłowiańskiej i walczyła do 1998 roku na terenie Kosowa.

### Lata powojenne
Željko Ražnatović został w 1997 roku oskarżony przez Międzynarodowy Trybunał Sprawiedliwości w Hadze jako winny zbrodni przeciwko ludzkości, łamania zasad konwencji genewskiej oraz dokonania czystek etnicznych w miastach Bijeljina oraz Zvornik. Oddziały Tygrysów Arkana zostały także oskarżone o czystki etniczne w miejscowości Sanski Most, w których zabito 70 bośniackich cywilów.
Był także założycielem popieranej przez Slobodana Miloševicia Partii Jedności Serbskiej (serb. Stranka Srpskog Jedinstva).
Swój majątek Ražnatović zbił na wojennych łupach, handlu bronią, paliwem i na hazardzie. Zgromadzone środki chciał przeznaczyć na zakup klubu Crvena zvezda. Gdy władze klubu odmówiły jego sprzedaży, Ražnatović w 1996 kupił II-ligowy belgradzki klub FK Obilić. Jego nazwa nawiązuje do przekazu o serbskim rycerzu Obiliciu, który według legendy przed bitwą na Kosowym Polu w 1389 roku, wdarł się do obozu Turków i ugodził sułtana Murada zatrutym sztyletem. „Arkan” zmienił barwy klubowe Obilicia na żółte, a w godle umieścił tygrysa w hołdzie swym oddziałom. Twardą ręką rządził drużyną i doprowadził klub do tytułu mistrzowskiego (inne drużyny „starały się nie strzelać bramek” Obiliciovi, ze względu na mafijne powiazania jego szefa) w Serbskiej Superlidze Piłkarskiej w sezonie 1997/1998.

### Śmierć
W 2000 roku Željko Ražnatović został postrzelony przez zamachowca w lobby hotelu InterContinental w Belgradzie. Poważnie rannego przywódcę Tygrysów żona przywiozła do szpitala, gdzie zmarł półtorej godziny później po nieudanej próbie resuscytacji. 
Do dziś nie są znane motywy działania sprawców oraz domniemanych zleceniodawców zabójstwa. Istnieje na ten temat kilka hipotez. Według jednej z nich zagarniał on największą część zysków ze sprzedaży zawodników Obilicia, co miało nie podobać się jego mafijnym partnerom biznesowym. Mówi się również, że za śmierć Ražnatovicia bezpośrednio odpowiedzialny jest jego przyjaciel, syn prezydenta Serbii – Marko Milošević, z którym „Arkan” wszedł w „zatarg biznesowy”, gdyż w chwili śmierci miał umacniać swoje interesy w branży paliwowej. Naruszał tym samym obszar działalności innych przestępców, w tym (zastrzeżony dla Marko) obrót papierosami. Kolejna teza, powiązana z wcześniejszą, głosi, że Arkan miał się porozumiewać z Trybunałem Haskim co do zeznań obciążających Miloševicia, a sam z rodziną miał uzyskać azyl w Belgii – gdzie mieszka jego najstarsza córka.

### Prywatnie
Był mężem Cecy, słynnej serbskiej piosenkarki turbofolkowej, która jednocześnie była formalną przewodniczącą Obilicia. Przez większość dorosłego życia był uzależniony od hazardu.